# Ріту Фогат
Ріту Фогат (англ. Ritu Phogat; нар. 2 травня 1994, село Балалі, округ Чархі-Дадрі, штат Хар'яна) — індійська борчиня вільного стилю, бронзова призерка чемпіонату Азії, дворазова чемпіонка Співдружності.

## Життєпис
Ріту почала займатися з 2003 року у віці 8 років, і лише через кілька років вона кинула школу, щоб зосередитися на кар'єрі борця. У 2010 році завоювала срібну медаль чемпіонату Азії серед кадетів. Наступного року стала чемпіонкою цих змагань і бронзовою призеркою чемпіонату світу серед кадетів, а також стала чемпіонкою чемпіонату Азії серед юніорів і бронзовою призеркою чемпіонату світу серед юніорів. У 2012 році завоювала бронзову медаль чемпіонату Азії серед юніорів. У 2014 році знову стала бронзовою призеркою чемпіонату Азії серед юніорів і срібною призеркою чемпіонату світу серед юніорів у Польщі, ставши першою індійською борчинею, якій це вдалося. Вона виграла три національні чемпіонати Індії з боротьби, перш ніж виграти золото на Чемпіонаті Співдружності з боротьби 2016 року в Сінгапурі. Багато хто очікував, що вона представлятиме Індію на Олімпійських іграх 2020 року в Токіо, але вона шокувала світ боротьби, коли оголосила, що замість цього переключає свою увагу на змішані бойові мистецтва, мріючи стати першим чемпіоном світу зі змішаних бойових мистецтв з Індії.
Вона негайно переїхала до Сінгапуру, щоб приєднатися до всесвітньо відомого клубу «Evolve MMA», де вона тренується з кількома чемпіонами світу з муай тай і бразильського джіу-джитсу.

### Родина
Рідна сестра призерок чемпіонатів світу і Азії Гіти Фогат, Сангіти Фогат та Бабіти Кумарі. Двоюрідна сестра срібної призерки Азії Пріянки Фогат та призерки чемпіонатів світу та Азії Вінеш Фогат. Після смерті батька Вінеш і Пріянки, його брат Махавір Сінгх Фогат, батько Ріту, Гіти і Бабіти виховав племінниць разом зі своїми доньками. Він же є тренером всіх шістьох дівчат. Згодом батько став тренером олімпійської збірної Індії з боротьби. Мати Дая Каур — домогосподарка.

## Спортивні результати на міжнародних змаганнях

### Виступи на Чемпіонатах світу
| Змагання                        | Збірна | Вагова категорія          | Місце |
| ------------------------------- | ------ | ------------------------- | ----- |
| Чемпіонат світу з боротьби 2018 | Індія  | жіноча боротьба, до 50 кг | 5     |

### Виступи на Чемпіонатах Азії
| Змагання                       | Збірна | Вагова категорія          | Місце  |
| ------------------------------ | ------ | ------------------------- | ------ |
| Чемпіонат Азії з боротьби 2016 | Індія  | жіноча боротьба, до 48 кг | 8      |
| Чемпіонат Азії з боротьби 2017 | Індія  | жіноча боротьба, до 48 кг | Бронза |

| Змагання                                | Збірна | Вагова категорія          | Місце  |
| --------------------------------------- | ------ | ------------------------- | ------ |
| Чемпіонат Співдружності з боротьби 2016 | Індія  | жіноча боротьба, до 48 кг | Золото |
| Чемпіонат Співдружності з боротьби 2017 | Індія  | жіноча боротьба, до 50 кг | Золото |

### Виступи на інших змаганнях
| Змагання                                 | Збірна | Вагова категорія          | Місце  |
| ---------------------------------------- | ------ | ------------------------- | ------ |
| Pro Wrestling League 2015                | Індія  | команда                   | Золото |
| Pro Wrestling League 2017                | Індія  | команда                   | 4      |
| Турнір Дана Колова — Николи Петрова 2017 | Індія  | жіноча боротьба, до 48 кг | Бронза |
| Pro Wrestling League 2018                | Індія  | команда                   | 4      |
| Турнір Ібрагіма Мустафи 2018             | Індія  | жіноча боротьба, до 50 кг | 5      |
| Pro Wrestling League 2019                | Індія  | команда                   | 4      |

### Виступи на змаганнях молодших вікових груп
| Змагання                                      | Збірна | Вагова категорія          | Місце  |
| --------------------------------------------- | ------ | ------------------------- | ------ |
| Чемпіонат Азії з боротьби серед кадетів 2010  | Індія  | жіноча боротьба, до 46 кг | Срібло |
| Чемпіонат Азії з боротьби серед кадетів 2011  | Індія  | жіноча боротьба, до 46 кг | Золото |
| Чемпіонат світу з боротьби серед кадетів 2011 | Індія  | жіноча боротьба, до 46 кг | Бронза |
| Чемпіонат Азії з боротьби серед юніорів 2011  | Індія  | жіноча боротьба, до 44 кг | Золото |
| Чемпіонат світу з боротьби серед юніорів 2011 | Індія  | жіноча боротьба, до 44 кг | Бронза |
| Чемпіонат Азії з боротьби серед юніорів 2012  | Індія  | жіноча боротьба, до 55 кг | Бронза |
| Чемпіонат світу з боротьби серед юніорів 2012 | Індія  | жіноча боротьба, до 55 кг | 22     |
| Чемпіонат Азії з боротьби серед юніорів 2014  | Індія  | жіноча боротьба, до 48 кг | Бронза |
| Чемпіонат світу з боротьби серед юніорів 2014 | Індія  | жіноча боротьба, до 44 кг | Срібло |
| Чемпіонат світу з боротьби серед молоді 2017  | Індія  | жіноча боротьба, до 48 кг | Срібло |